# رومئو و ژولیت (فیلم ۱۹۴۰)
رومئو و ژولیت (انگلیسی: Romeo and Juliet) یک فیلم است به کارگردانی خوسه ماریا کاسته‌یبی که در سال ۱۹۴۰ منتشر شد.